# 1990年度叱咤樂壇流行榜頒獎典禮得獎名單
1990年度叱咤樂壇流行榜頒獎典禮得獎名單列出1990年度叱咤樂壇流行榜頒獎典禮所頒發的獎項及得獎者，這個頒獎禮由香港商業電台舉辦，於1991年1月23日假香港體育館舉行。

## 得獎名單

#### 叱咤樂壇全港電台播放率最高男歌手
- 金獎：倫永亮
  - 上榜歌曲：此情只待成追憶、你知道我在等你嗎、鋼琴後的人、心仍是冷、是你、情暖 情醉 情牽、給戀愛喝采
  - 演繹歌曲：給戀愛喝采
- 銀獎：譚詠麟
  - 上榜歌曲：卡拉永遠OK、明天仍要繼續、藝海浮台、理想與和平、爵士怨曲、世外桃源、也曾相識
- 銅獎：林子祥
  - 上榜歌曲：	在等一個晚上、同行萬里、一隻蚊、似夢迷離、日落日出

#### 叱咤樂壇全港電台播放率最高女歌手
- 金獎：林憶蓮
  - 上榜歌曲：此情只待成追憶、無憾、冬季來的女人、傾斜、匆匆、情人的眼淚、傾斜都市燒燒燒、推搪、你令我性感、前塵
  - 演繹歌曲：前塵
- 銀獎：葉蒨文
  - 上榜歌曲：諾言、未了解、他、珍重、焚心以火、秋去秋來
  - 演繹歌曲：珍重
- 銅獎：王靖雯
  - 上榜歌曲：無奈那天、未平復的心、藉口、尾班車、遊蕩、可否抱緊我、巴黎塔尖、Everything、又繼續等
  - 演繹歌曲：Everything

#### 叱咤樂壇全港電台播放率最高組合
- 金獎：草蜢
  - 上榜歌曲：深淵、失戀、蜘蛛女之吻、心中的歌、半點心
  - 演繹歌曲：失戀
- 銀獎：Beyond
  - 上榜歌曲：無悔這一生、午夜怨曲、送給不知怎去保護環境的人(包括我)、灰色軌跡、戰勝心魔、俾面派對、懷念您、兩顆心、無淚的遺憾、光輝歲月
  - 演繹歌曲：光輝歲月
- 銅獎：達明一派
  - 上榜歌曲：排名不分先後左右忠奸(無大無細超)、十個救火的少年、恐怖份子、是我有錯嗎、天問、我愛你

#### 叱咤樂壇全港電台播放率最高生力軍男歌手
- 金獎：曾航生
  - 上榜歌曲：無悔今生、告別笑容、浮雲夢、分手
  - 演繹歌曲：浮雲夢
- 銀獎：黎明[2]
  - 上榜歌曲：相逢在雨中、親近你
  - 演繹歌曲：親近你
- 銅獎：蔡濟文
  - 上榜歌曲：美麗的謊言、褪色片段
  - 演繹歌曲：美麗的謊言

#### 叱咤樂壇全港電台播放率最高生力軍女歌手
- 金獎：吳婉芳
  - 上榜歌曲：鬱金香的夢、無名情人、准我離開吧、醉生如夢
  - 演繹歌曲：醉生如夢
- 銀獎：韋綺姍
  - 上榜歌曲：跪在大門後、城市儷人、相逢何必曾相識
  - 演繹歌曲：跪在大門後
- 銅獎：彭羚
  - 上榜歌曲：Let's Stay Awhile、尋覓在兜轉的一生
  - 演繹歌曲：尋覓在兜轉的一生

#### 叱咤樂壇全港電台播放率最高生力軍組合
- 金獎：Face To Face
  - 上榜歌曲：Face To Face、一些
  - 演繹歌曲：Face To Face
- 銀獎：新青年
  - 上榜歌曲：哎吔吔、回頭才知道珍惜你、今天不回家、Shut Up
  - 演繹歌曲：哎吔吔

#### 叱咤樂壇全港電台播放率最高過江龍
- 金獎：張洪量
  - 上榜歌曲：你知道我在等你嗎
  - 演繹歌曲：你知道我在等你嗎
- 銀獎：伍思凱
  - 上榜歌曲：丟掉悲傷、特別的愛給特別的你
  - 演繹歌曲：特別的愛給特別的你
- 銅獎：庾澄慶
  - 上榜歌曲：讓我一次愛個夠、整晚的音樂、改變所有的錯、想念妳
  - 演繹歌曲：想念妳

#### 叱咤樂壇全港電台播放率最高作曲家CASH大獎
- 倫永亮

#### 叱咤樂壇全港電台播放率最高填詞人CASH大獎
- 林振強

#### 叱咤樂壇全港電台播放率最高唱片監製
- 倫永亮

#### 叱咤樂壇全港電台播放率最高大碟IFPI大獎
- 《珍重》（葉蒨文）
  - 上榜歌曲：他、諾言、未了解、珍重、焚心似火

#### 叱咤樂壇我最喜愛的歌曲大獎
- 相逢何必曾相識 主唱：蔣志光、韋綺姍
  - 作曲：蔣志光
  - 填詞：蔣志光
  - 編曲：王利名
  - 監製：王利名

| 最後五強 | 歌曲              | 歌手           |
| -------- | ----------------- | -------------- |
| 1        | 十個救火的少年    | 達明一派       |
| 2        | 你知道我在等你嗎? | 張洪量         |
| 3        | 秋去秋來          | 葉蒨文         |
| 4        | 失戀              | 草蜢           |
| 5        | 相逢何必曾相識    | 蔣志光、韋綺姍 |

#### 全港電台播放率最高叱咤樂壇至尊歌曲大獎
- 《你知道我在等你嗎》張洪量

## 表演环节
- 开场由商业电台各DJ手持叱咤奖座，共同演绎1989年度叱咤乐坛流行榜颁奖典礼获奖单位歌曲串烧。
  - 演绎曲目：
    - 叱咤乐坛全港电台播放率最高女歌手金奖梅艳芳-夕阳之歌（全体）
    - 叱咤乐坛全港电台播放率最高女歌手银奖林忆莲-烧（林姗姗）
    - 叱咤乐坛全港电台播放率最高男歌手银奖谭咏麟-情义俩心知（葛民辉、林海峰）
    - 叱咤乐坛全港电台播放率最高女歌手铜奖陈慧娴-夜机（张丽瑾）
    - 叱咤乐坛全港电台播放率最高生力军女歌手金奖关淑怡-难得有情人（周美茵）
    - 叱咤乐坛全港电台播放率最高生力军组合金奖Echo-第四者（许佩斯、梁颖颜）
    - 叱咤乐坛全港电台播放率最高男歌手金奖张国荣-侧面（邝伟明）
    - 叱咤乐坛全港电台播放率最高组合银奖BEYOND-真的爱你（欧阳应霁、陈家乐、黄伟文、劉子偉（經黃偉文確認，工作人員將劉氏誤認作另一DJ鄺兆昌(藝名Wasabi)）
    - 叱咤乐坛全港电台播放率最高生力军男歌手铜奖陈德彰-披肩（欧阳德勋）
    - 叱咤乐坛全港电台播放率最高生力军组合铜奖风之Group-迷城少女心（卢玉凤、邓洁明、杨美琪、李瑞云）
    - 叱咤乐坛全港电台播放率最高生力军组合银奖浮世绘-月满繁星夜（黄志淙）
    - 叱咤乐坛全港电台播放率最高组合金奖达明一派-天问（郭启华）
    - 叱咤乐坛全港电台播放率最高生力军女歌手铜奖王靖雯-无奈那天（蔡龄龄、卢业瑂）
    - 叱咤乐坛全港电台播放率最高生力军女歌手银奖蔡龄龄-但愿（黄乐桐）
    - 叱咤乐坛全港电台播放率最高男歌手铜奖陈百强-一生何求（麦天伦）
    - 叱咤乐坛全港电台播放率最高生力军男歌手银奖苏永康-失眠（卢念国）
    - 叱咤乐坛全港电台播放率最高组合铜奖太极乐队-留住我吧（区新明）
    - 叱咤乐坛全港电台播放率最高生力军男歌手金奖王杰-谁明浪子心（颜联武）
    - 全港电台播放率最高叱咤乐坛至尊歌曲-《凭着爱》苏芮（全体）
    - 叱咤乐坛我最喜爱的歌曲-《千千闋歌》陈慧娴（全体）